# Tapoa (Fluss)
Die Tapoa ist ein Nebenfluss des Niger in den Staaten Burkina Faso und Niger.

## Verlauf
Der Fluss hat eine Gesamtlänge von 260 km und ein Einzugsgebiet von 5500 km². Er verläuft grob von Westen nach Osten. Er entspringt in der Gemeinde Matiakoali in Burkina Faso, wo er die Fernstraße N6 kreuzt. Dann erreicht er die nach ihm benannte Provinz Tapoa. Dort bildet er zunächst die Grenze zwischen der Gemeinde Kantchari im Norden und der Gemeinde Partiaga im Süden. Anschließend fließt er durch die Gemeinde Diapaga, wo er sich vor der ersten Tapoa-Talsperre zu einem großen Stausee formt, bevor er die Fernstraße N19 kreuzt. Das Sohlgefälle variiert je nach Flussabschnitt stark. Es beträgt im Oberlauf bis Diapaga 12 cm/km.
Im mittleren Abschnitt steigt das Gefälle auf 21 cm/km. Die Tapoa wird nunmehr zum Grenzfluss zwischen den Gemeinden Diapaga und Botou, fließt durch das Jagdgebiet Tapoa-Djerma und bildet ab den letzten Kilometern vor der Staatsgrenze zwischen Burkina Faso und Niger die nördliche Begrenzung des grenzüberschreitenden Nationalpark W. Über gut 20 Kilometer ist die Tapoa der Grenzfluss zwischen Burkina Faso und Niger, bevor sie weiter durch die nigrische Gemeinde Tamou fließt. Hier mündet als einziger nennenswerter Nebenfluss der 60 km lange Borofwanou in die Tapoa. Innerhalb Nigers markierte sie die Grenze zwischen dem Nationalpark W im Süden und dem Tamou-Wildreservat im Norden. Die zweite Tapoa-Talsperre, unweit des Dorfs La Tapoa errichtet, dient vor allem der Wasserversorgung der Wildtiere während der Trockenzeit. Hier stürzt der Fluss an einem Wasserfall etwa 20 Meter in die Tiefe.
Das Gefälle erreicht ab der zweiten Tapoa-Talschwelle bis zur Mündung in den Strom Niger 70 cm/km. Die Tapoa fließt zuletzt kurvenreich durch eine enge Schlucht.

## Hydrometrie
Durchschnittliche monatliche Durchströmung des Tapoa gemessen an der hydrologischen Station Namens W in m³/s.

## Geologie

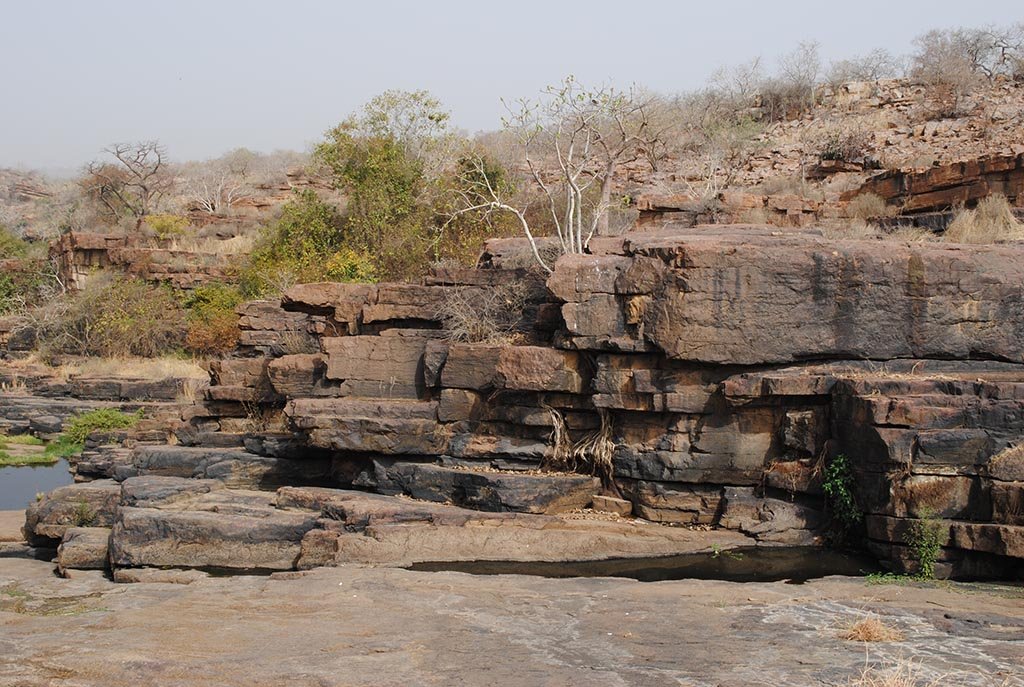
Gesteinsformationen bei der Tapoa in Niger

Die sanften Niederungen, die die Tapoa in ihrem Oberlauf durchfließt, sind eine Rumpffläche aus Granit und Dolerit.
Das im Unterlauf stärker ausgeprägte Relief besteht aus Sedimentformationen und Sandstein aus dem Paläozoikum. Im nigrischen Abschnitt der Tapoa gibt es Phosphat-Lager. Zu deren Ausbeutung schloss Niger mit Nigeria 1981 ein Abkommen, allerdings schritt der Abbau seitdem kaum voran.